# پل فلچر (سیاستمدار)
پل فلچر (انگلیسی: Paul Fletcher؛ زادهٔ ۱۶ ژانویهٔ ۱۹۶۵) سیاستمدار، وکیل، و اهالی کسب‌وکار اهل استرالیا است.
وی همچنین برندهٔ جوایزی همچون برنامه فولبرایت شده‌است.